# 9240 Nassau
9240 Nassau (1997 KR3) là một tiểu hành tinh vành đai chính được phát hiện ngày 31 tháng 5 năm 1997 bởi Spacewatch ở Kitt Peak.